# Godsmack (альбом)
Godsmack — дебютный студийный альбом американской рок-группы Godsmack, выход которого состоялся 25 августа 1998 года. Первоначально диск был выпущен под названием All Wound Up. После того как группа заключила контракт с лейблом Universal/Republic Records альбом был переработан в студии Sterling Sound (Нью-Йорк). Во время обработки была записана новая песня, «Someone in London», а «Goin' Down», напротив, была удалена.

## Споры по поводу лирического содержания
Альбом вызвал споры из-за его светской лирики и примечаний к вкладышу, содержащих викканскую пентаграмму и ссылку на «сейлемских ведьм», за то, что нет предупреждающего ярлыка Parental Advisory. Поступила жалоба со стороны человека, который после прослушивания копии альбома своего сына, пожаловался Walmart, который продал ему альбом, что тексты песен — оскорбительные. Walmart и Kmart убрали копии альбома с полок. Группа и её лейбл позже добавили к альбому предупреждающий ярлык, и несколько магазинов заказали исправленные копии альбома. Эрна прокомментировала эту ситуацию журналу Rolling Stone, заявив: «Наша пластинка уже больше года находится на рынке без этого предупреждающего знака, и это единственная жалоба. Стикеры и тексты песен по своей природе субъективны. Мы решили наклеить этот ярлык на пластинку». Эта полемика не повредила продажам альбомов, но, по словам Эрны, помогла, заявив: «Это почти издевательство над детьми — выйти и получить запись, чтобы услышать, что мы исполняем».

## Критический прием
| Оценки критиков               | Оценки критиков |
| Источник                      | Оценка          |
| ----------------------------- | --------------- |
| AllMusic                      | [ 2 ]           |
| Hip Online                    | (7/10)          |
| The Rolling Stone Album Guide | [ 6 ]           |

После игры в районе Бостона в течение последующих двух лет с барабанщиком Джо Д’арко, группа приступила к созданию репутации — надо было стать группой, которая хорошо играет в живую. Как только Godsmack начали появляться на больших аудиториях, их альбом начал быстро распространяться по улицам Бостона, в конечном итоге попав в руки диджеям бостонских радиостанций.
Радиостанции начали крутить сингл «Whatever», и его успех вырос до первого места на радио. После успеха «Whatever» группа вернулась в студию и записала свой второй сингл «Keep Away», который также стал любимым на радио. Музыканты начали продавать тысячи копий своего альбома за недели.
Наконец спрос стал слишком высоким. Джо Дарко заменили Томми Стюартом. Universal/Republic Records поспешили взять команду и переиздали альбом All Wound Up через 6 недель под названием Godsmack.
«У нас было время, чтобы написать первый альбом» — сказал в интервью Робби Меррил.
«Потом мы гастролировали два года с первой записью, поэтому мы в основном готовили материал ко второму альбому в дороге, и в то же время мы имели дело с тем что надо было стать рок-звёздами и всё-такое!»
В 1999 году альбом получил «золотой» статус, а в 2001 году стал 4-кратно «платиновым» в США.
Loudwire внёс Godsmack в список «10 хард-рок-альбомов 1998 года».

## Список композиций
| №                   | Название            | Длительность |
| ------------------- | ------------------- | ------------ |
| 1.                  | «Moon Baby»         | 4:23         |
| 2.                  | «Whatever»          | 3:24         |
| 3.                  | «Keep Away»         | 4:49         |
| 4.                  | «Time Bomb»         | 3:57         |
| 5.                  | «Bad Religion»      | 3:38         |
| 6.                  | «Immune»            | 4:52         |
| 7.                  | «Someone in London» | 2:02         |
| 8.                  | «Get Up, Get Out!»  | 3:27         |
| 9.                  | «Now or Never»      | 5:03         |
| 10.                 | «Stress»            | 5:02         |
| 11.                 | «Situation»         | 5:44         |
| 12.                 | «Voodoo»            | 9:04         |
| Общая длительность: | Общая длительность: | 55:24        |

| №                   | Название            | Длительность |
| ------------------- | ------------------- | ------------ |
| 13.                 | «Goin' Down»        | 3:27         |
| 14.                 | «Bad Magik»         | 4:14         |
| Общая длительность: | Общая длительность: | 63:05        |

Примечания
- Бонус-треки в японском издании расположены перед «Voodoo» номерами треков 12 и 13.
- 13 трек — это неправильное написание названия «Bad Magick», позже будет включён в альбом Awake.

## Участники записи
- Салли Эрна — вокал, ритм-гитара, барабаны, перкуссия, клавишные
- Тони Ромбола — соло-гитара, бэк-вокал
- Робби Меррилл — бас-гитара
- Томми Стюарт — ударные (только на гастролях)

## Позиции в чартах

### Альбом
| Год  | Чарт                 | Высшая позиция |
| ---- | -------------------- | -------------- |
| 1999 | Heatseekers          | 2              |
| 1999 | Billboard 200        | 22             |
| 2000 | Catalog Albums Chart | 1              |

### Синглы
| Год  | Песня          | Чарт                       | Высшая позиция |
| ---- | -------------- | -------------------------- | -------------- |
| 1999 | «Whatever»     | Hot Mainstream Rock Tracks | 7              |
| 1999 | «Whatever»     | Alternative Songs          | 19             |
| 1999 | «Keep Away»    | Hot Mainstream Rock Tracks | 5              |
| 1999 | «Keep Away»    | Alternative Songs          | 31             |
| 2000 | «Voodoo»       | Hot Mainstream Rock Tracks | 5              |
| 2000 | «Voodoo»       | Alternative Songs          | 6              |
| 2000 | «Bad Religion» | Hot Mainstream Rock Tracks | 8              |
| 2000 | «Bad Religion» | Alternative Songs          | 32             |

## Сертификации
| Регион                                                      | Сертификация  | Продажи    |
| ----------------------------------------------------------- | ------------- | ---------- |
| Канада (Music Canada)                                       | Золотой       | 50 000^    |
| США (RIAA)                                                  | 4× Платиновый | 4 000 000^ |
| ^ Данные о тиражах приведены только на основе сертификации. |               |            |